# Serra da Canda
Serra da Canda är en bergskedja i Angola.   Den ligger i provinsen Uíge, i den nordvästra delen av landet, 400 kilometer nordost om huvudstaden Luanda.
I omgivningarna runt Serra da Canda växer huvudsakligen savannskog. Runt Serra da Canda är det glesbefolkat, med 19 invånare per kvadratkilometer.